# Mravolovac
Mravolovac (Myrmeleon formicarius; obični mravolovac ili mravlji lav), kukac mrežokrilaš iz porodice mravljih lavova (Myrmeleonidae). Raširen je na području Europe i Sjeverne Amerike; u Engleskoj ga nema. Ličinka ima snažne čelkjusti, a živi u pjeskovitim tlima u ljevkastoj rupici dubokoj 6 do 7 cm i promjera 5 cm. u kojoj je zakopana čekajući da joj se mrav ili neki drugi kukac strmoglavi u usta; otuda ovom rodu i naziv. Ukloliko žrtva nastoji pobjeći van mravolovac ga zasipa zrncima pijeska.
U Sjedinjenim država učestalo je nazivan doodlebug. Vernakularno i antlion.

## Sinonimi
Ovaj kukac ima još 15 sinonimnih imena
Formicaleo formicarius; Hemerobius formicalynx; Hemerobius formicarius; Myrmecaelurus innotatus; Myrmecoleon formicalynx; Myrmecoleon formicarius; Myrmeleo formicarius; Myrmeleon dasypterus; Myrmeleon formicalynx; Myrmeleon formicarius; Myrmeleon formicarius immaculatus; Myrmeleon formicarius nigrilabrus; Myrmeleon innotatus; Myrmeleon neutrus; Myrmeleon nigrivenosus

## Slike
- Larva u rupi
- Rupe mravljih lavova u pijesku